# Witów (Niedźwiedź)
Witów – przysiółek wsi Niedźwiedź w Polsce, położona w województwie małopolskim, w powiecie limanowskim, w gminie Niedźwiedź.
Dawniej samodzielna wieś i gmina jednostkowa.
W latach 1975–1998 miejscowość administracyjnie należała do województwa nowosądeckiego.